# Sebba
Sebba is een stad in Burkina Faso en is de hoofdplaats van de provincie Yagha.
Sebba telde in 2006 bij de volkstelling 31.938 inwoners.